# Texaská revoluce
Texaská revoluce nebo Texaská válka za nezávislost byl ozbrojený konflikt mezi Mexikem a osadníky dnešního amerického státu Texas, tehdy součásti mexického státu Coahuila y Tejas. Válka trvala od 2. října 1835 do 21. dubna 1836, ale námořní válka mezi Mexikem a Texasem trvala až do čtyřicátých let 19. století.
Nepřátelství mezi mexickou vládou a americkými osadníky v Texasu a mnohými osadníky mexického původu začalo v roce 1835, když mexický prezident a generál Antonio López de Santa Anna zrušil federální ústavu z roku 1824 a vyhlásil novou. Nové zákony byly v Mexiku nepopulární a vedly k mnoha hnutím za nezávislost a násilnostem v několika mexických státech. V Texasu se válka začala 2. října 1835 bitvou u Gonzales. Počáteční úspěchy texaské armády skončily zdrcující porážkou na stejném místě o několik měsíců. Válka skončila bitvou u San Jancinta, při které generál Sam Houston přivedl texaskou armádu k vítězství. Výsledkem války bylo vytvoření Texaské republiky v roce 1836.